# Antonio Cerati
Antonio Cerati (Vienna, 19 agosto 1738 – Parma, 20 settembre 1816) è stato uno scrittore e filologo italiano.

## Biografia
Nacque a Vienna dove il padre, conte Carlo Cerati, era consigliere dell'imperatore d'Austria Carlo VI. Tornato in Italia a pochi anni d'età, ricevette la prima istruzione nel Collegio dei Nobili di Modena, città dove ebbe molti amici e in cui tornò spesso. Si trasferì per qualche tempo a Milano, dove il padre fu senatore, proseguì gli studi a Parma, città d'origine della sua famiglia. Seguì i corsi di diritto civile e canonico ma, come riferisce Ireneo Affò, si costruì autonomamente un'istruzione anche nel campo filosofico e letterario. 
Diventò professore di Diritto pubblico nello Studium Parmensis, ateneo precursore dell'Università di Parma, e nel 1778, su proposta del Paciaudi, fu nominato riformatore degli Studi e Preside della facoltà di filosofia. Dopo la morte di Aurelio Bernieri e del duca Ferdinando di Borbone, che gli era avverso, nel 1802 diventò Presidente dell'Università, carica che gli venne tolta durante il governo dei francesi ma che riebbe nel 1814 con la restaurazione del Ducato. 
Viaggiò in molte città italiane. A Roma divenne amico di Vincenzo Monti e membro dell'Accademia dell'Arcadia col nome di Parmenio Dirceo, ma gli preferì sempre quello, ricevuto nella colonia degli Emonii, di Filandro Cretense, che compare nei frontespizi di molte sue opere. Fu molto amico del vescovo di Parma Adeodato Turchi, del quale scrisse una accurata biografia.      
Fu membro del Collegio dei Giudici e scrisse moltissimo. Angelo Pezzana lo descrive come «uno dei più eruditi filologi e un fine scrittore di elogi fioriti e molto spontanei». Scrisse 61 opere edite e 27 inedite. Molte sue opere furono stampate dal Bodoni. Progettò anche di fondare un giornale, Lo Spettatore Italiano, sul modello dell'illustre The Spectator inglese.  
Non si sposò mai e con lui si estinse la sua casata. La figlia di sua sorella Fulvia, Chiara Mazzucchini, sposò l'irlandese Philip Magawly, che diventò Presidente del Consiglio di Stato durante il governo della duchessa Maria Luigia. Nel 1808, poco dopo il matrimonio, Philip Magawly cambiò nome con quello di Filippo Magawly Cerati. 
A Parma gli è intitolata via Antonio Cerati, una laterale di via Bernini nel quartiere San Pancrazio.

## Opere
- Parafrasi de' sette salmi penitenziali (1778)
- Elogi italiani (Venezia, 1782)
- Ville lucchesi (1783)
- I genii amici, cantata a quattro voci (1789)
- Il leggitor discreto (1792)
- L'accademia degli amori 1792)
- Una fola, novella in ottave (1792)
- Zobed (1795)
- I tre gobbi (1800)
- A Pio VII nel suo passaggio per Parma (1805)
- Il chimico morale (1806)
- Una fola e il fine d'una fola (1808)
- La morte, versi sciolti (1807)
- L'immortalità dell'anima (1808)
- Opuscoli diversi (I-IV, 1809-1810)
- Schizzo dell'uomo sociale e poesie per il matrimonio Buri-Portalupi (Vicenza, 1811)